# 錫蘭象
錫蘭象（学名：Elephas maximus maximus）又名斯里蘭卡象，是体型最大的亞洲象亞種，也是亞洲象的指名亞種。

## 食物與生活習性
錫蘭象是食草動物，牠主要食草，葉，樹皮，掉落在地上的果實、棕櫚葉（如椰樹樹葉）。長大後每日需要吃大約 200 公斤食物。

## 分佈與保育
錫蘭象歷史分佈区包括所有斯里蘭卡的生態區域：低地熱帶雨林、山區森林及錫蘭乾燥地區的森林，雖然亦有零星分佈在熱帶雨林，但主要生活在山區森林。
錫蘭象現正瀕臨絕種。當地的象牙貿易已有2000年歷史。由1800年至1900年初，很多錫蘭象被人大量捕殺。19世紀上半葉，山地帶的森林被大規模砍伐，以種植咖啡和茶。英治时期的一名少校被認為射殺了1500多頭大象，而另外兩名少校則槍殺了此数量一半。 在1829年至1855年之間，6000多頭大象被捕殺。1999年至2006年底期間，每年都有接近100隻野生大象被獵殺。現在只有很少野生錫蘭象住在保护区外。只有5%到7%的野生大象有象牙。
| 年份 | 野生大象數量 |
| ---- | ------------ |
| 1800 | 12000-14000  |
| 1900 | 10000-12000  |
| 1920 | 7000-8000    |
| 1970 | 5000         |
| 1999 | 4000         |
| 2003 | 3500         |
| 2004 | 3350         |
| 2006 | 3150         |
| 2007 | 2900-3000    |
| 2011 | 5879         |

斯里蘭卡设立了多个國家公園及自然保护区来保護野生動物，包括錫蘭象。平納維拉大象孤兒院醫治受傷大象，養育失去母親的幼象。大約70隻大象住在此孤兒院。